# Malesia (regione)

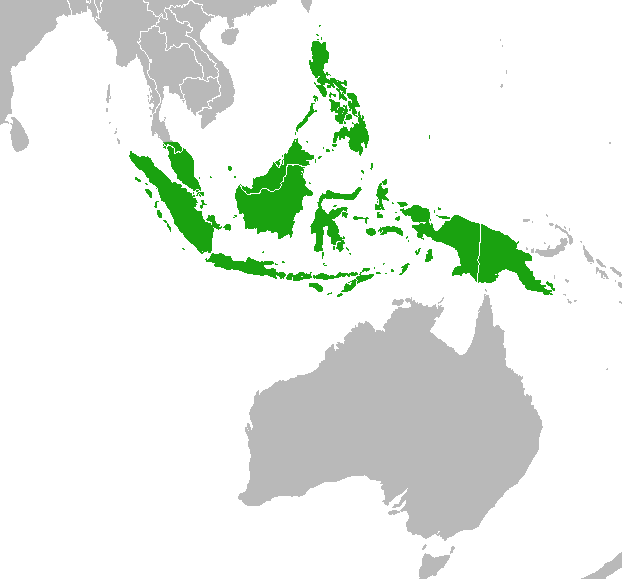
Regione floristica malese

La Malesia, in senso ampio, è una regione storico-geografica del Sud-est asiatico, a cavallo tra l'Indocina e l'Oceania, formata dalla penisola di Malacca e dall'arcipelago malese.
Prende il nome dal gruppo etnico dei malesi.

## Regione floristica
La Malesia viene anche identificata come una regione floristica che includeva la penisola malese, l'Indonesia, le Filippine e la Nuova Guinea, sulla base di una flora comune di matrice asiatica e di tipo tropicale, ma anche con alcuni elementi di flora australe e antartica, come le conifere appartenenti alle Podocarpacee e alle Araucariacee. La regione floristica si sovrappone a quattro distinte zone faunistiche mammaliane.
La parte occidentale della Malesia, che include la penisola malese e le isole di Sumatra, Giava, Bali e Borneo, condivide la megafauna asiatica ed è conosciuta come Sonda. Queste isole sono sulla poco profonda piattaforma continentale dell'Asia ed erano collegate all'Asia durante le ere glaciali, quando il livello del mare era più basso. Il limite orientale della Sonda è la linea di Wallace, chiamata così per le scoperte del naturalista inglese Alfred Russel Wallace, che notò le differenze faunistiche tra le isole divise dalla linea.
La parte orientale della Malesia, che include la Nuova Guinea e le isole Aru dell'Indonesia orientale, è collegata all'Australia da una bassa piattaforma continentale, e condivide molte specie di marsupiali e di uccelli con l'Australia. La Nuova Guinea ha anche elementi di flora antartica come il faggio australe e gli eucalipti.
Le isole tra la Sonda e la Nuova Guinea, chiamate Wallacea, non sono mai state collegate ai continenti confinanti e hanno una flora e una fauna che includono sia specie indomalesi che australasiane. Anche le Filippine non sono mai state connesse all'Asia e hanno una flora di derivazione asiatica con alcuni elementi australasiani e una fauna mammaliana distinta.